# حیات وحش کره جنوبی
حیات وحش کره جنوبی متشکل از جانوران، قارچ‌ها و گیاهان بسیاری است. حیات وحش به گونه‌های جانوری و گیاهی‌ای اشاره دارد که در مکان‌های طبیعی یا وحشی مانند کوه‌ها یا رودخانه‌ها زندگی می‌کنند. به گفته وزارت محیط زیست کره جنوبی تنوع غنی حیات وحش کره جنوبی شامل ۸٬۲۷۱ گونه گیاهی، ۱۸٬۱۱۷ گونه جانوری و ۳٬۵۲۸ گونه از انواع دیگر است. ۳۰٬۰۰۰ گونه در کره جنوبی شناخته شده‌اند اما انتظار می‌رود که بیشتر از ۱۰۰٬۰۰۰ گونه در این کشور وجود داشته باشند.